# コブラの悩み
『コブラの悩み』（コブラのなやみ・COBRA IN TROUBLE）は、1988年12月16日に発表されたRCサクセションのアルバム。

## 解説
RCサクセション（以下、RCと略す）17枚目のアルバムで、6枚目のライブ・アルバム。
1988年8月13・14日の2日間、東京・日比谷野外音楽堂にて行なわれたライブの実況録音盤。東芝EMIからのアルバム『COVERS』発売中止騒動の真っ只中に行われた。2曲のみスタジオ録音。
LPとCD、カセットではそれぞれアルバム・カバーのデザインが微妙に異なる。RCのアナログ・レコード発売はこのアルバムが最終作。発売翌月の1989年1月に元号が平成となったため、RCの昭和最後のアルバム。
同タイトルのライブ・ビデオも発売。アルバム未収録「ノイローゼ・ダンシング」「SHELTER OF LOVE」が収録。

## 収録曲
Side 1
1. アイ・シャル・ビー・リリースト
（作詞・作曲：Bob Dylan、日本語詞：忌野清志郎）
2. 言論の自由
（作詞：忌野清志郎、作曲：肝沢幅一）
3. コール・ミー
（作詞・作曲：忌野清志郎）
4. ヘルプ
（作詞・作曲：John Lennon/Paul McCartney、日本語詞：忌野清志郎）
5. 明日なき世界
（作詞・作曲：P.F. Sloan、日本語詞：高石友也・忌野清志郎）
6. からすの赤ちゃん
（作詞・作曲：海沼実）
  - スタジオ録音

Side 2
1. 軽薄なジャーナリスト
（作詞・作曲：忌野清志郎）
2. 心配させないで…
（作詞・作曲：忌野清志郎）
3. パラダイス
（作詞・作曲：石田長生）
  - 金子マリのヴォーカル曲
4. 俺は電気
（作詞・作曲：Bill Nelson、補作－仲井戸麗市）
5. あきれて物も言えない
（作詞・作曲：忌野清志郎）
6. 君はLOVE ME TENDERを聴いたか？
（作詞・作曲：忌野清志郎）
  - スタジオ録音

## メンバー
- RCサクセション
  - 忌野清志郎 - ボーカル、ギター、ブルースハープ、コーラス
  - 仲井戸麗市 - ギター、ボーカル
  - 小林和生 - ベース
  - 新井田耕造 - ドラムス
  - Gee2wo - キーボード、ギター
- ブルーデイ・ホーンズ
  - 梅津和時 - アルトサックス、テナーサックス、ソプラノサックス
  - 片山広明 - テナーサックス、ソプラノサックス
- 金子マリ - ボーカル、コーラス、ギター
- 三宅伸治 - コーラス